# 威尼斯商人
《威尼斯商人》（英語：The Merchant of Venice），又名《威尼斯的猶太人》，是莎士比亞的喜劇作品。可能寫於1596年至1598年，出版於1600年，首演於1597年；它也是最早在非洲演出的喜劇（1913年）。

## 劇情大要
威尼斯商人安東尼奧（Antonio），為幫助好友巴薩尼奧（Bassanio）娶得波西亞（Portia），而與仇家——放高利貸的猶太人夏洛克（Shylock）借錢。答應若無法還錢，就割下自己的一磅肉抵債。不料，他的商船在海上遇險，因而無法如期還款，被夏洛克告上了法庭。
夏洛克一再遭對方侮辱歧視，女兒潔西卡（Jessica）又跟安東尼奧的好友羅倫佐（Lorenzo）私奔，因此他懷著深仇大恨，來到威尼斯法庭狀告安東尼奧。他斬釘截鐵的拒絕和解，堅決按照借據條款，從安東尼奧身上割下一磅肉，這時劇情達到扣人心弦的最高潮。
另一方面，在幽雅的貝爾蒙莊園，美麗富有的少女波西亞（Portia）發出嘆息：她的終身大事必須取決於父親生前設置的金、銀、鉛三個彩匣，選中正確彩匣的求婚者就是她的丈夫。波西亞被父親剝奪了婚姻自主權，為此感到苦惱。所幸她情意所鍾的巴薩尼奧選中了鉛盒，有情人終成眷屬。
以上的兩條情節線在『法庭訴訟』一幕中匯合在一起，裝扮成法學博士的波西亞在千鈞一髮之刻大呼『等一下！』並向夏洛克指出，借據上只說他可取安東尼奧的一磅肉，但可沒說他能拿安東尼奧的一滴血。夏洛克自然無法只割安東尼奧的肉而不令他流血，聰慧的波西亞運用機智救了丈夫好友的性命。
打贏官司後，波西亞惡作劇的向沒認出她的丈夫，討了結婚戒指作為勝訴的酬勞，回家後再假意責怪他，引起一場喜劇性的吵嘴。最後在巴薩尼奧的恍然大悟中，本劇圓滿落幕。

## 登場角色
- 安東尼奧（Antonio）：威尼斯的大商人，他經營海外貿易並擁有巨資，與落魄的貴族子弟巴薩尼奧結為生死之交，甚至不惜為他押下自己身上的一磅肉。安東尼奧性格憂鬱，而且也是一個偏激的種族主義者，夏洛克對他歧視猶太人的控訴並非沒有根據。
- 巴薩尼奧（Bassanio）：將家產揮霍一空的落魄貴族，後娶波西亞。
- 波西亞（Portia）：才貌雙全的富家女嗣。
- 葛萊西安諾（Gratiano）：安東尼奧和巴薩尼奧之友，後娶奈莉莎。
- 奈莉莎（Nerissa）：波西亞的貼身女侍。
- 夏洛克（Shylock）：以放高利貸致富的猶太人。
- 潔西卡（Jessica）：夏洛克的女兒，後襲捲父親財產與羅倫佐私奔。
- 羅倫佐（Lorenzo）：安東尼奧與巴薩尼奧的朋友，潔西卡的情人。
- 杜巴（Tubal）：猶太人，夏洛克的朋友。
- 蘭斯洛特·高波（Lancelot Gobbo） ：夏洛克的僕人。丑角。
- 老高波（Old Gobbo）：朗西洛特之父。
- 莎萊里奧（Salerio）：安東尼奧和巴薩尼奧之友。
- 索拉尼歐（Solanio）：安東尼奧與巴薩尼奧之友。
- 摩洛哥親王（The Prince of Morocco）：波西亞的求婚者。
- 阿拉貢親王（The Prince of Arrogon）：波西亞的求婚者。
- 威尼斯公爵（The Duke of Venice）：威尼斯的統治者。

## 劇情考證
據 Capell的考據，威尼斯商人劇本是從義大利人 Ser Gio-vanni Fiorentino的作品『II Pecorone』（《大綿羊》或譯為《笨蛋》，1378年）的義大利故事集中獲得靈感。索求“一磅肉”的故事是取自1596年希爾維（Alexander Silvayn）出版的《雄辯家》（The Orator），波西亞擇婿的方法，是採自英國十三世紀拉丁文的一部小說集“ Gesta Romanorum ”，潔西卡私奔的情节出自1470年的《Tales of Massuccio di Salerno 》。1589年，英國劇作家馬洛（Christopher Marlowe）就已經寫過《馬爾他的猶太人》（The Jew of Malta）的劇本。

## 歷史背景
猶太人在逾越節（Passover）食用基督徒的肉，是中古世紀的傳說。基督徒普遍相信猶太人曾加害基督。歐洲人一提起猶太人，就聯想到放高利貸，猶太人可以放貸給基督徒，《舊約聖經·申命記》記載：“借給外邦人可以獲利，只是借給你弟兄不可取利。”但羅馬教會是嚴禁基督徒放高利貸的，1179年，第三次拉特朗大公會議規定，高利貸者要處以破門律。猶太人因放高利貸普遍遭到社會排斥，英王愛德華一世在位其間曾下令將猶太人逐出英國。1492年，猶太人被逐出西班牙。1509年，康佈雷聯盟戰爭爆發，猶太人為逃難而來到威尼斯，群居在一家舊式的鑄鐵廠，這些猶太人被規定要穿著黃色衣服或帽子。1541年，威尼斯当局將犹太人安排在另一块聚居区，即後來著名的紅桌，有七層樓高。後來猶太人被准許成為威尼斯市民，並且可以從事貿易活動。早期歐洲的银行家幾乎都是犹太人，居住於義大利北部伦巴底，英语的Bank是從意大利文的Banca演变而来。

## 爭議性
《威尼斯商人》的爭議性極大，在莎翁作品中，僅次於《哈姆雷特》。而其中的爭議點主要有二：一是夏洛克作為一個反派猶太人，他到底是天性邪惡，抑或者是被一再壓迫歧視而瘋狂的復仇？透過夏洛克一角，《威尼斯商人》這齣戲劇傳達的涵义，到底是反猶太還是同情他們呢？第二點則是安東尼奧對巴薩尼奧曖昧的情感，能讓他立下人肉借約的，是否不只是友誼？
莎翁時代的夏洛克總是被詮釋為嗜財如命的大惡棍，由夏洛克被列入文學中的四大著名吝嗇鬼就可見一斑。
演員們對此角色有了不同的詮釋。英國演員Edmond Kean於1814年首創，將夏洛克詮釋為種族歧視的受害者，影響後人甚鉅。
在法庭上，安東尼奧為巴薩尼奧死而無怨，並暗示這是連巴薩尼奧之妻波西亞也難以做到的。因此有學者，如W. H. Auden，試圖以同性戀來詮釋他們之間的情誼。

## 中譯本
光绪三十年（1904年）由商务印书馆出版林紓、魏易翻譯的《英国诗人吟边燕语》，這是莎氏作品第一部中譯本。包天笑據林紓、魏易所譯《吟邊燕語》中《肉券》改編為《女律师》。此剧发表于1911年第2期《女学生》。1913年1月，中國導演郑正秋导演了《肉券》，於上海城東女生首演，这是至今所知的中国舞台上的第一部莎剧，其稿本可能是林紓翻译的《吟边燕语》。1916年4 月商务印书馆出版了林纾的“林译小说第二集第十五编”《亨利第六遗事》，属名“英国莎士比原著”，“闽县林纾、静海陈家麟同译”。孟宪强指出《吟边燕讲》“不仅影响了一代文学戏剧大家 ，而且成為中國文明戲時期上演莎士比亞的蓝本 ”。

## 影視作品
威尼斯商人曾多次被搬上銀幕，以下是知名度較高的版本：
- 1914—由Lois Weber執導的默片。

Weber小姐是美國第一個執導威尼斯商人的女導演，她同時也演出波西亞一角。
- 1916—Walter West執導的英國默片。
- 1973—John Sichel導演的電視影集

勞倫斯·奧立佛飾夏洛克，Anthony Nichols飾安東尼奧，傑里米·布雷特飾巴薩尼奧，琼·普洛赖特飾波西亞。
- 1980—BBC的電視影集，導演是Jack Gold。

Gemma Jones演出波西亞，而Warren Mitchell飾夏洛克。
- 1996—一部英國第四台出品，Alan Horrox導演的電視影集

Paul McGann飾巴薩尼奧，Haydn Gwynne飾波西亞。
- 2001—英國廣播公司出品的電視影集，Trevor Nunn執導。皇家國家劇院製作人Henry Goodman演出夏洛克。
- 2002—『威尼斯的毛利商人』由Don Selwyn執導，是一齣毛利語發音，英語字幕的電影。
- 2003—『莎士比亞的商人』，導演是Paul Wagar，並由Lorenda Starfelt，Brad Mays和Paul Wagar共同製作。
- 2004—Michael Radford導演的同名電影（英语：The Merchant of Venice (2004 film)）。

阿爾·帕西諾飾夏洛克，傑瑞米·艾恩斯飾安東尼奧，約瑟夫·范恩斯演出巴薩尼奧，琳恩·科林斯演出波西亞。
另外也有網路遊戲《瑪奇 Mabinogi》改編該劇本作為遊戲的主線任務。

## 外部連結
- 威尼斯商人 （页面存档备份，存于）
- 威尼斯商人(簡體) （页面存档备份，存于）
- 莎士比亞的全部作品集(簡體)
- 与一个契约相依为命